# Fabián Ruiz
Fabián Ruiz Peña (Los Palacios y Villafranca, 3 aprile 1996) è un calciatore spagnolo, centrocampista del Paris Saint-Germain e della nazionale spagnola, con cui è stato campione d'Europa nel 2024.

## Caratteristiche tecniche
Paragonato a Fernando Redondo, è un centrocampista di personalità, duttile e di piede mancino, capace di ricoprire qualsiasi ruolo in mediana. Ruiz è abile a segnare calciando da fuori area e tramite inserimenti, ed è rapido ed elegante nei movimenti. Dispone di buona tecnica, forza fisica, visione di gioco, capacità nel recuperare palloni, oltre a essere un centrocampista abile a muoversi box-to-box. Il suo controllo palla gli permette di non perdere la sfera anche se marcato da più avversari, che talvolta disorienta tramite finte.

## Carriera

### Club

#### Betis e prestito all'Elche
Nato in Andalusia, nel 2004 entra a far parte del settore giovanile del Betis. Dopo dieci anni, il 21 settembre 2014, debutta ufficialmente in prima squadra, nella sconfitta per 1-4 contro il Marbella FC in Segunda División. Il 13 dicembre gioca la sua prima partita da titolare, in occasione della vittoria per 1-0 contro il Lugo. Durante l'intera stagione scende in campo per sei volte, contribuendo alla promozione della squadra in Liga. Il 23 agosto 2015 trova il suo esordio anche in massima serie, nella partita inaugurale del campionato, pareggiata per 1-1 contro il Villarreal.
Il 4 gennaio 2017 rinnova il proprio contratto, trasferendosi poi in prestito semestrale all'Elche. Il 17 marzo realizza la sua prima rete come professionista contro il Gimnàstic. Nonostante le sue ottime prestazioni, a fine annata, la squadra retrocede in Segunda División B.
Tornato al Betis, ottiene il posto da titolare come regista della squadra. Conclude la stagione con 35 presenze e 3 reti, l'ultima delle quali permette ai biancoverdi di qualificarsi per la successiva edizione dell'Europa League.

#### Napoli
Nel luglio 2018 viene acquistato dal Napoli, in seguito al pagamento della clausola rescissoria. L'esordio con gli azzurri coincide con quello nelle coppe europee, scendendo in campo contro la Stella Rossa in Champions League. In Serie A debutta invece il 26 settembre, nella vittoria casalinga sul Parma (3-0). Il 20 ottobre realizza la prima rete nel campionato italiano, aprendo le marcature nel 3-0 esterno sull'Udinese. Dopo essere andato a segno anche alla prima apparizione in Coppa Italia contro il Sassuolo, trova un gol in Europa League, contribuendo al successo interno sul Salisburgo (3-0). Conclude il campionato con 5 realizzazioni in 27 presenze, tra cui una doppietta nel 4-1 contro l'Inter. Durante la stagione ben figura, diventando in breve tempo titolare dei partenopei e venendo impiegato in più ruoli del centrocampo dal tecnico Carlo Ancelotti.
All'inizio del campionato successivo va a bersaglio sul campo del Lecce, battuto per 4-1 dagli azzurri alla quarta giornata. Tuttavia, la prima parte di stagione è deludente per la squadra partenopea, e lui ne risente sul campo con prestazioni al di sotto delle aspettative. Con l'arrivo del nuovo allenatore Gennaro Gattuso, subentrato ad Ancelotti nel dicembre 2019, il rendimento torna su buoni livelli e Fabián riesce a sbloccarsi, segnando il gol della vittoria contro l'Inter in Coppa Italia e il 2-1 definitivo contro il Brescia in campionato. La sua rete contro l'Inter nella semifinale d'andata di Coppa Italia risulta essere decisiva, considerando l'1-1 del ritorno (in cui lo spagnolo gioca gli ultimi 25 minuti) che qualifica la squadra alla finale, poi vinta ai rigori contro la Juventus. Conclude la stagione con 46 presenze e 4 reti (l'ultima di queste alla 38ª giornata di campionato contro la Lazio).
Nell'annata 2020-2021 si conferma il buon rendimento dello spagnolo, che mette a segno 4 gol in 42 presenze complessive e diventa sempre più centrale nel gioco di Gattuso. Anche durante il campionato successivo, sotto la guida del nuovo allenatore Luciano Spalletti, le sue prestazioni risultano decisive per la conquista del terzo posto finale e il conseguente ritorno in Champions League della squadra partenopea. Il centrocampista chiude la quarta stagione in maglia azzurra con 7 reti in 38 presenze complessive, dimostrando soprattutto una notevole precisione nei tiri da fuori area.

#### Paris Saint-Germain
Il 30 agosto 2022 viene acquistato a titolo definitivo dal Paris Saint-Germain, con cui sottoscrive un contratto fino al 30 giugno 2027. Fa il suo esordio con la nuova maglia il successivo 10 settembre, subentrando a Marco Verratti nel secondo tempo del match contro il 
Brest, valido per la settima giornata di Ligue 1 e terminato 1-0 a favore dei parigini. Mette a segno il suo primo gol con il club francese il 1º febbraio 2023, nella gara di campionato vinta per 3-1 sul campo del Montpellier; nella stessa occasione fornisce anche un assist per le rete del compagno Lionel Messi. Conclude la prima annata con i parigini vincendo il campionato francese e collezionando 37 presenze complessive, condite da 3 reti.
Il 21 ottobre seguente realizza la sua prima marcatura della stagione 2023-2024, in occasione del successo casalingo per 3-0 ai danni dello Strasburgo, valido per la nona giornata di campionato. A fine stagione raccoglie complessivamente 35 presenze e 3 reti, contribuendo così sia alla conquista della Ligue 1 che della Coppa di Francia. Vince, inoltre, anche la Supercoppa francese, pur non essendo convocato nel successo per 2-0 contro il Tolosa a causa di un infortunio alla spalla.

### Nazionale

#### Nazionali giovanili
Nel 2015 raccoglie due presenze con la nazionale spagnola Under-19. Il 10 ottobre 2017 fa il suo esordio nella nazionale Under-21, entrando nei minuti finali del match in trasferta contro la Slovacchia, valido per le qualificazioni agli Europei del 2019 e vinto per 4-1 dagli spagnoli. La prima rete con l'Under-21 avviene il 9 novembre dello stesso anno, risultando decisiva nella partita interna vinta per 1-0 contro i pari età dell'Islanda.
Nel 2019 viene convocato dall'Under-21 in occasione del vittorioso campionato europeo di categoria, durante il quale va a segno in due occasioni, aprendo anche le marcature nella finale, vinta per 2-1 contro la Germania. Alla fine della manifestazione continentale viene designato miglior giocatore del torneo.

#### Nazionale maggiore
Convocato per la prima volta in nazionale maggiore nel marzo 2019, lascia il ritiro per un'influenza. Viene convocato nuovamente tre mesi dopo, facendo il suo esordio il 7 giugno 2019, quando subentra a Isco al 74º minuto della partita vinta per 4-1 in trasferta contro le Fær Øer, valida per le qualificazioni agli Europei 2020. Il 18 novembre 2019, alla sesta presenza, realizza la sua prima rete con la nazionale maggiore spagnola, in occasione del successo per 5-0 contro la Romania.
Nel giugno 2023 viene incluso dal CT Luis de la Fuente nella lista dei convocati per la fase finale della UEFA Nations League, conclusasi con il successo della Roja sulla Croazia, sconfitta ai calci di rigore dopo lo 0-0 dei tempi supplementari.
Convocato anche per il vittorioso campionato europeo del 2024, va in gol nella partita d'esordio, mettendo a segno la seconda rete nel 3-0 della nazionale iberica ai danni della Croazia. Si ripete poi nella gara degli ottavi di finale vinta per 4-1 contro la Georgia. Alla fine del torneo viene incluso dalla UEFA nel miglior undici della competizione.

## Statistiche

### Presenze e reti nei club
Statistiche aggiornate al 9 luglio 2025.
| Stagione                   | Squadra                    | Campionato                 | Campionato | Campionato | Coppe nazionali | Coppe nazionali | Coppe nazionali | Coppe continentali | Coppe continentali | Coppe continentali | Altre coppe | Altre coppe | Altre coppe | Totale | Totale |
| Stagione                   | Squadra                    | Comp                       | Pres       | Reti       | Comp            | Pres            | Reti            | Comp               | Pres               | Reti               | Comp        | Pres        | Reti        | Pres   | Reti   |
| -------------------------- | -------------------------- | -------------------------- | ---------- | ---------- | --------------- | --------------- | --------------- | ------------------ | ------------------ | ------------------ | ----------- | ----------- | ----------- | ------ | ------ |
| 2014-2015                  | Betis                      | SD                         | 6          | 0          | CR              | 0               | 0               | -                  | -                  | -                  | -           | -           | -           | 6      | 0      |
| 2015-2016                  | Betis                      | PD                         | 12         | 0          | CR              | 1               | 0               | -                  | -                  | -                  | -           | -           | -           | 13     | 0      |
| 2016-gen. 2017             | Betis                      | PD                         | 4          | 0          | CR              | 1               | 0               | -                  | -                  | -                  | -           | -           | -           | 5      | 0      |
| gen.-giu. 2017             | Elche                      | SD                         | 18         | 1          | CR              | 0               | 0               | -                  | -                  | -                  | -           | -           | -           | 18     | 1      |
| 2017-2018                  | Betis                      | PD                         | 34         | 3          | CR              | 1               | 0               | -                  | -                  | -                  | -           | -           | -           | 35     | 3      |
| Totale Betis               | Totale Betis               | Totale Betis               | 56         | 3          |                 | 3               | 0               |                    | -                  | -                  |             | -           | -           | 59     | 3      |
| 2018-2019                  | Napoli                     | A                          | 27         | 5          | CI              | 2               | 1               | UCL+UEL            | 6+5                | 0+1                | -           | -           | -           | 40     | 7      |
| 2019-2020                  | Napoli                     | A                          | 33         | 3          | CI              | 5               | 1               | UCL                | 8                  | 0                  | -           | -           | -           | 46     | 4      |
| 2020-2021                  | Napoli                     | A                          | 33         | 3          | CI              | 1               | 0               | UEL                | 8                  | 1                  | SI          | 0           | 0           | 42     | 4      |
| 2021-2022                  | Napoli                     | A                          | 32         | 7          | CI              | 1               | 0               | UEL                | 5                  | 0                  | -           | -           | -           | 38     | 7      |
| Totale Napoli              | Totale Napoli              | Totale Napoli              | 125        | 18         |                 | 9               | 2               |                    | 32                 | 2                  |             | 0           | 0           | 166    | 22     |
| 2022-2023                  | Paris Saint-Germain        | L1                         | 27         | 3          | CF              | 3               | 0               | UCL                | 7                  | 0                  | SF          | 0           | 0           | 37     | 3      |
| 2023-2024                  | Paris Saint-Germain        | L1                         | 21         | 1          | CF              | 5               | 2               | UCL                | 9                  | 0                  | SF          | 0           | 0           | 35     | 3      |
| 2024-2025                  | Paris Saint-Germain        | L1                         | 30         | 4          | CF              | 6               | 0               | UCL                | 17                 | 1                  | SF+Cmc      | 1+6         | 0+3         | 60     | 8      |
| Totale Paris Saint-Germain | Totale Paris Saint-Germain | Totale Paris Saint-Germain | 78         | 8          |                 | 14              | 2               |                    | 33                 | 1                  |             | 7           | 3           | 132    | 14     |
| Totale carriera            | Totale carriera            | Totale carriera            | 277        | 30         |                 | 26              | 4               |                    | 65                 | 3                  |             | 7           | 3           | 375    | 40     |

### Cronologia presenze e reti in nazionale
| Cronologia completa delle presenze e delle reti in nazionale ― Spagna | Cronologia completa delle presenze e delle reti in nazionale ― Spagna | Cronologia completa delle presenze e delle reti in nazionale ― Spagna | Cronologia completa delle presenze e delle reti in nazionale ― Spagna | Cronologia completa delle presenze e delle reti in nazionale ― Spagna | Cronologia completa delle presenze e delle reti in nazionale ― Spagna | Cronologia completa delle presenze e delle reti in nazionale ― Spagna | Cronologia completa delle presenze e delle reti in nazionale ― Spagna |
| Data                                                                  | Città                                                                 | In casa                                                               | Risultato                                                             | Ospiti                                                                | Competizione                                                          | Reti                                                                  | Note                                                                  |
| --------------------------------------------------------------------- | --------------------------------------------------------------------- | --------------------------------------------------------------------- | --------------------------------------------------------------------- | --------------------------------------------------------------------- | --------------------------------------------------------------------- | --------------------------------------------------------------------- | --------------------------------------------------------------------- |
| 7-6-2019                                                              | Tórshavn                                                              | Fær Øer                                                               | 1 – 4                                                                 | Spagna                                                                | Qual. Euro 2020                                                       | -                                                                     | 74’                                                                   |
| 10-6-2019                                                             | Madrid                                                                | Spagna                                                                | 3 – 0                                                                 | Svezia                                                                | Qual. Euro 2020                                                       | -                                                                     |                                                                       |
| 5-9-2019                                                              | Bucarest                                                              | Romania                                                               | 1 – 2                                                                 | Spagna                                                                | Qual. Euro 2020                                                       | -                                                                     |                                                                       |
| 12-10-2019                                                            | Oslo                                                                  | Norvegia                                                              | 1 – 1                                                                 | Spagna                                                                | Qual. Euro 2020                                                       | -                                                                     | 81’                                                                   |
| 15-10-2019                                                            | Stoccolma                                                             | Svezia                                                                | 1 – 1                                                                 | Spagna                                                                | Qual. Euro 2020                                                       | -                                                                     | 80’                                                                   |
| 18-11-2019                                                            | Madrid                                                                | Spagna                                                                | 5 – 0                                                                 | Romania                                                               | Qual. Euro 2020                                                       | 1                                                                     |                                                                       |
| 3-9-2020                                                              | Stoccarda                                                             | Germania                                                              | 1 – 1                                                                 | Spagna                                                                | UEFA Nations League 2020-2021 - 1º turno                              | -                                                                     | 80’                                                                   |
| 14-11-2020                                                            | Basilea                                                               | Svizzera                                                              | 1 – 1                                                                 | Spagna                                                                | UEFA Nations League 2020-2021 - 1º turno                              | -                                                                     | 56’                                                                   |
| 17-11-2020                                                            | Siviglia                                                              | Spagna                                                                | 6 – 0                                                                 | Germania                                                              | UEFA Nations League 2020-2021 - 1º turno                              | -                                                                     | 12’                                                                   |
| 28-3-2021                                                             | Tbilisi                                                               | Georgia                                                               | 1 – 2                                                                 | Spagna                                                                | Qual. Mondiali 2022                                                   | -                                                                     | 54’                                                                   |
| 31-3-2021                                                             | Siviglia                                                              | Spagna                                                                | 3 – 1                                                                 | Kosovo                                                                | Qual. Mondiali 2022                                                   | -                                                                     | 68’                                                                   |
| 4-6-2021                                                              | Madrid                                                                | Spagna                                                                | 0 – 0                                                                 | Portogallo                                                            | Amichevole                                                            | -                                                                     | 75’                                                                   |
| 14-6-2021                                                             | Siviglia                                                              | Spagna                                                                | 0 – 0                                                                 | Svezia                                                                | Euro 2020 - 1º turno                                                  | -                                                                     | 87’                                                                   |
| 19-6-2021                                                             | Siviglia                                                              | Spagna                                                                | 1 – 1                                                                 | Polonia                                                               | Euro 2020 - 1º turno                                                  | -                                                                     | 68’                                                                   |
| 28-6-2021                                                             | Copenaghen                                                            | Croazia                                                               | 3 – 5 dts                                                             | Spagna                                                                | Euro 2020 - Ottavi di finale                                          | -                                                                     | 77’                                                                   |
| 25-3-2023                                                             | Malaga                                                                | Spagna                                                                | 3 – 0                                                                 | Norvegia                                                              | Qual. Euro 2024                                                       | -                                                                     | 81’                                                                   |
| 15-6-2023                                                             | Enschede                                                              | Spagna                                                                | 2 – 1                                                                 | Italia                                                                | UEFA Nations League 2022-2023 - Semifinale                            | -                                                                     | 74’                                                                   |
| 18-6-2023                                                             | Rotterdam                                                             | Croazia                                                               | 0 – 0 dts (4 – 5 dtr)                                                 | Spagna                                                                | UEFA Nations League 2022-2023 - Finale                                | -                                                                     | 78’                                                                   |
| 8-9-2023                                                              | Tbilisi                                                               | Georgia                                                               | 1 – 7                                                                 | Spagna                                                                | Qual. Euro 2024                                                       | -                                                                     |                                                                       |
| 15-10-2023                                                            | Oslo                                                                  | Norvegia                                                              | 0 – 1                                                                 | Spagna                                                                | Qual. Euro 2024                                                       | -                                                                     |                                                                       |
| 19-11-2023                                                            | Valladolid                                                            | Spagna                                                                | 3 – 1                                                                 | Georgia                                                               | Qual. Euro 2024                                                       | -                                                                     |                                                                       |
| 26-3-2024                                                             | Madrid                                                                | Spagna                                                                | 3 – 3                                                                 | Brasile                                                               | Amichevole                                                            | -                                                                     |                                                                       |
| 8-6-2024                                                              | Palma di Maiorca                                                      | Spagna                                                                | 5 – 1                                                                 | Irlanda del Nord                                                      | Amichevole                                                            | 1                                                                     |                                                                       |
| 15-6-2024                                                             | Berlino                                                               | Spagna                                                                | 3 – 0                                                                 | Croazia                                                               | Euro 2024 - 1º turno                                                  | 1                                                                     |                                                                       |
| 20-6-2024                                                             | Gelsenkirchen                                                         | Spagna                                                                | 1 – 0                                                                 | Italia                                                                | Euro 2024 - 1º turno                                                  | -                                                                     | 90+4’                                                                 |
| 30-6-2024                                                             | Colonia                                                               | Spagna                                                                | 4 – 1                                                                 | Georgia                                                               | Euro 2024 - Ottavi di finale                                          | 1                                                                     | 81’                                                                   |
| 5-7-2024                                                              | Stoccarda                                                             | Spagna                                                                | 2 – 1 dts                                                             | Germania                                                              | Euro 2024 - Quarti di finale                                          | -                                                                     | 102’ 120’                                                             |
| 9-7-2024                                                              | Monaco di Baviera                                                     | Spagna                                                                | 2 – 1                                                                 | Francia                                                               | Euro 2024 - Semifinale                                                | -                                                                     |                                                                       |
| 14-7-2024                                                             | Berlino                                                               | Spagna                                                                | 2 – 1                                                                 | Inghilterra                                                           | Euro 2024 - Finale                                                    | -                                                                     |                                                                       |
| 5-9-2024                                                              | Belgrado                                                              | Serbia                                                                | 0 – 0                                                                 | Spagna                                                                | UEFA Nations League 2024-2025 - 1º turno                              | -                                                                     | 76’                                                                   |
| 8-9-2024                                                              | Ginevra                                                               | Svizzera                                                              | 1 – 4                                                                 | Spagna                                                                | UEFA Nations League 2024-2025 - 1º turno                              | 2                                                                     | 81’                                                                   |
| 12-10-2024                                                            | Murcia                                                                | Spagna                                                                | 1 – 0                                                                 | Danimarca                                                             | UEFA Nations League 2024-2025 - 1º turno                              | -                                                                     |                                                                       |
| 15-10-2024                                                            | Cordova                                                               | Spagna                                                                | 3 – 0                                                                 | Serbia                                                                | UEFA Nations League 2024-2025 - 1º turno                              | -                                                                     | 82’                                                                   |
| 15-11-2024                                                            | Copenaghen                                                            | Danimarca                                                             | 1 – 2                                                                 | Spagna                                                                | UEFA Nations League 2024-2025 - 1º turno                              | -                                                                     | 62’                                                                   |
| 18-11-2024                                                            | Santa Cruz de Tenerife                                                | Spagna                                                                | 3 – 2                                                                 | Svizzera                                                              | UEFA Nations League 2024-2025 - 1º turno                              | -                                                                     |                                                                       |
| 20-3-2025                                                             | Rotterdam                                                             | Paesi Bassi                                                           | 2 – 2                                                                 | Spagna                                                                | UEFA Nations League 2024-2025 - Quarti di finale                      | -                                                                     | 84’                                                                   |
| 23-3-2025                                                             | Valencia                                                              | Spagna                                                                | 3 – 3 dts (5 – 4 dtr)                                                 | Paesi Bassi                                                           | UEFA Nations League 2024-2025 - Quarti di finale                      | -                                                                     | 84’                                                                   |
| 5-6-2025                                                              | Stoccarda                                                             | Spagna                                                                | 5 – 4                                                                 | Francia                                                               | UEFA Nations League 2024-2025 - Semifinale                            | -                                                                     | 64’                                                                   |
| 8-6-2025                                                              | Monaco di Baviera                                                     | Portogallo                                                            | 2 – 2 dts (5 – 3 dtr)                                                 | Spagna                                                                | UEFA Nations League 2024-2025 - Finale                                | -                                                                     | 33’ 75’                                                               |
| Totale                                                                |                                                                       | Presenze                                                              | 39                                                                    |                                                                       | Reti                                                                  | 6                                                                     |                                                                       |

| Cronologia completa delle presenze e delle reti in nazionale ― Spagna under 21 | Cronologia completa delle presenze e delle reti in nazionale ― Spagna under 21 | Cronologia completa delle presenze e delle reti in nazionale ― Spagna under 21 | Cronologia completa delle presenze e delle reti in nazionale ― Spagna under 21 | Cronologia completa delle presenze e delle reti in nazionale ― Spagna under 21 | Cronologia completa delle presenze e delle reti in nazionale ― Spagna under 21 | Cronologia completa delle presenze e delle reti in nazionale ― Spagna under 21 | Cronologia completa delle presenze e delle reti in nazionale ― Spagna under 21 |
| Data                                                                           | Città                                                                          | In casa                                                                        | Risultato                                                                      | Ospiti                                                                         | Competizione                                                                   | Reti                                                                           | Note                                                                           |
| ------------------------------------------------------------------------------ | ------------------------------------------------------------------------------ | ------------------------------------------------------------------------------ | ------------------------------------------------------------------------------ | ------------------------------------------------------------------------------ | ------------------------------------------------------------------------------ | ------------------------------------------------------------------------------ | ------------------------------------------------------------------------------ |
| 10-10-2017                                                                     | Poprad                                                                         | Slovacchia under 21                                                            | 1 – 4                                                                          | Spagna under 21                                                                | Qual. Europeo Under-21 2019                                                    | -                                                                              | 89’                                                                            |
| 9-11-2017                                                                      | Murcia                                                                         | Spagna under 21                                                                | 1 – 0                                                                          | Islanda under 21                                                               | Qual. Europeo Under-21 2019                                                    | 1                                                                              | 77’                                                                            |
| 14-11-2017                                                                     | Cartagena                                                                      | Spagna under 21                                                                | 5 – 1                                                                          | Slovacchia under 21                                                            | Qual. Europeo Under-21 2019                                                    | -                                                                              |                                                                                |
| 22-3-2018                                                                      | Portadown                                                                      | Irlanda del Nord under 21                                                      | 3 – 5                                                                          | Spagna under 21                                                                | Qual. Europeo Under-21 2019                                                    | -                                                                              | 8’                                                                             |
| 27-3-2018                                                                      | Ponferrada                                                                     | Spagna under 21                                                                | 3 – 1                                                                          | Estonia under 21                                                               | Qual. Europeo Under-21 2019                                                    | 1                                                                              |                                                                                |
| 11-9-2018                                                                      | Albacete                                                                       | Spagna under 21                                                                | 1 – 2                                                                          | Irlanda del Nord under 21                                                      | Qual. Europeo Under-21 2019                                                    | -                                                                              | 50’                                                                            |
| 11-10-2018                                                                     | Tirana                                                                         | Albania under 21                                                               | 0 – 1                                                                          | Spagna under 21                                                                | Qual. Europeo Under-21 2019                                                    | -                                                                              | 60’                                                                            |
| 16-10-2018                                                                     | Reykjavík                                                                      | Islanda under 21                                                               | 2 – 7                                                                          | Spagna under 21                                                                | Qual. Europeo Under-21 2019                                                    | 1                                                                              | 8’                                                                             |
| 14-11-2018                                                                     | Logroño                                                                        | Spagna under 21                                                                | 4 – 1                                                                          | Danimarca under 21                                                             | Amichevole                                                                     | -                                                                              | 68’                                                                            |
| 19-11-2018                                                                     | Caen                                                                           | Francia under 21                                                               | 1 – 1                                                                          | Spagna under 21                                                                | Amichevole                                                                     | -                                                                              | 89’                                                                            |
| 16-6-2019                                                                      | Bologna                                                                        | Italia under 21                                                                | 3 – 1                                                                          | Spagna under 21                                                                | Europeo Under-21 2019 - 1º turno                                               | -                                                                              | 46’                                                                            |
| 22-6-2019                                                                      | Bologna                                                                        | Spagna under 21                                                                | 5 – 0                                                                          | Polonia under 21                                                               | Europeo Under-21 2019 - 1º turno                                               | 1                                                                              | 75’                                                                            |
| 27-6-2019                                                                      | Reggio Emilia                                                                  | Spagna under 21                                                                | 4 – 1                                                                          | Francia under 21                                                               | Europeo Under-21 2019 - Semifinale                                             | -                                                                              | 24’ 85’                                                                        |
| 30-6-2019                                                                      | Udine                                                                          | Spagna under 21                                                                | 2 – 1                                                                          | Germania under 21                                                              | Europeo Under-21 2019 - Finale                                                 | 1                                                                              | 78’                                                                            |
| Totale                                                                         |                                                                                | Presenze                                                                       | 14                                                                             |                                                                                | Reti                                                                           | 5                                                                              |                                                                                |

## Palmarès

### Club

#### Conpetizioni nazionali
- Segunda División: 1

Betis: 2014-2015
- Coppa Italia: 1

Napoli: 2019-2020
- Campionato francese: 3

Paris Saint-Germain: 2022-2023, 2023-2024, 2024-2025
- Supercoppa francese: 2

Paris Saint-Germain: 2023, 2024
- Coppa di Francia: 2

Paris Saint-Germain: 2023-2024 2024-2025

#### Competizioni internazionali
- UEFA Champions League: 1

Paris Saint-Germain: 2024-2025
- Supercoppa UEFA: 1

Paris Saint-Germain: 2025

### Nazionale

#### Competizioni giovanili
- Campionato d'Europa Under-21: 1

Italia 2019

#### Competizioni maggiori
- UEFA Nations League: 1

2022-2023
- Campionato d'Europa: 1

Germania 2024

### Individuale
- Miglior giocatore dell'Europeo Under-21: 1

Italia 2019
- Selezione UEFA dell'Europeo Under-21: 1

Italia 2019
- XI All Star Team del campionato d'Europa: 1

Germania 2024